# ريس جونز (منافس ألعاب قوى)
ريس جونز (بالإنجليزية: Rhys Jones) هو منافس ألعاب قوى بريطاني، ولد في 30 يونيو 1994 في Church Village ‏ في المملكة المتحدة.